# Y Scorpii
Y Scorpii, eller V2613 Ophiuchi,  är en pulserande variabel av Mira Ceti-typ i stjärnbilden Skorpionen.
Stjärnan varierar mellan visuell magnitud +10,9 och mindre än 15,7 med en period av 351,88 dygn.